# Boisgasson
Boisgasson település Franciaországban, Eure-et-Loir megyében. Lakosainak száma 108 fő (2018. január 1.). Boisgasson Saint-Pellerin, Bouffry és Droué községekkel határos.

## Népesség
A település népességének változása:
| Lakosok száma | 146  | 124  | 126  | 108  | 114  | 110  | 110  | 115  | 121  | 108  |
|               | 1968 | 1975 | 1982 | 1990 | 1999 | 2011 | 2013 | 2015 | 2017 | 2018 |